# 朝いちばんミュージック
朝いちばんミュージック（あさいちばんミュージック）は、栃木放送でかつて平日早朝5時台に放送されていた音楽番組である。

## 概要
前史
栃木放送は長年24時間放送はせず、1995年7月に深夜放送が5時間延長されてからも午前5時から6時は名目上は放送休止とした上で、フィラー（放送機器調整のためのテストパターン）としてレコード音楽を放送しており、事実上終日放送の状態をなしていた。
当時は4時59分に前日付け放送終了のアナウンスとロバート・マクスウェルの「引き潮」ハープ演奏、それから5時55分に栃木県警察音楽隊による栃木県民の歌の演奏と当日付け放送開始アナウンスがあった（日曜深夜から月曜未明は従来どおり24時終了から6時開始まで停波していた）。
定期番組化以降
これを発展させ、2008年3月31日に行われた2008年度春季改編以後、この音楽フィラーを正式な番組に昇格させ、毎日午前5時から6時の1時間新旧のヒット曲やインストゥルメンタルの音楽を放送するようになった。アナウンサーによるディスクジョッキーは「CRTプライムタイムズ」の担当アナウンサーが行う。これにより日曜深夜～月曜未明の停波も24時から5時に変更されている。
2009年度秋季改編（同年9月28日以後）は平日5:30から（「CRTモーニングタイムズ」の時間拡大）と週末5:00からに定時番組が新たに編成されたため、平日のみ5:00-5:30に短縮・縮小して放送したが、2010年4月2日の放送で終了している。
ただ、過去のフィラー、あるいは当番組の流れ・名残として、2010年度春季編成で5時スタートに繰り上がった「モーニングタイムズ」の5時台のパートは音楽が主体となっている。